# August Nebelthau (Politiker, 1839)
August Georg Nebelthau (* 8. März 1839 in Kassel; † 29. September 1888 in Schönebeck, Landkreis Osterholz) war ein deutscher Politiker.

## Leben
August Nebelthau war der Sohn des Politikers und Richters Friedrich Nebelthau. Friedrich Nebelthau, Johann Eberhard Nebelthau und August Nebelthau waren seine Söhne.
Er wanderte 1855 nach Bremen aus. Dort absolvierte eine Lehre beim Handelsunternehmen Gebrüder Kulenkampff. Anschließend blieb er im Unternehmen, wurde 1861 Prokurist und 1869 Teilhaber.
Von 1874 bis 1878 war er Mitglied des Bankausschusses der Bremer Bank und von 1878 bis 1887 Mitglied des Verwaltungsrats. Er war 1879 Präses der Handelskammer Bremen.
Von 1876 bis 1883 war er Mitglied der Bremischen Bürgerschaft. Am 19. Juni 1883 wurde er in den Senat der Freien Hansestadt Bremen gewählt, dem er bis zum 22. November 1887 angehörte.
Von 1878 bis 1888 war er stellvertretender Vorsitzer der Deutschen Gesellschaft zur Rettung Schiffbrüchiger.
Am 24. August 1872 wurde ihm der Königliche Kronen-Orden III. Klasse verliehen.